# Bolsa de hielo
Una bolsa de hielo o de gel es una bolsa de plástico portátil conteniendo agua, gel refrigerante u otro líquido. Para su uso, el contenido se congela en un congelador. Tanto el hielo como otros refrigerantes no tóxicos pueden absorber una cantidad considerable de calor antes de que se calienten por encima de los 0 °C, debido al alto calor latente de fusión del agua. Estos paquetes se utilizan comúnmente para mantener los alimentos frescos en neveras portátiles, o como compresas frías para aliviar el dolor de lesiones menores, o en contenedores de envío aislados para mantener los productos frescos durante el transporte.

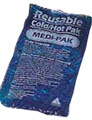
Una bolsa de hielo

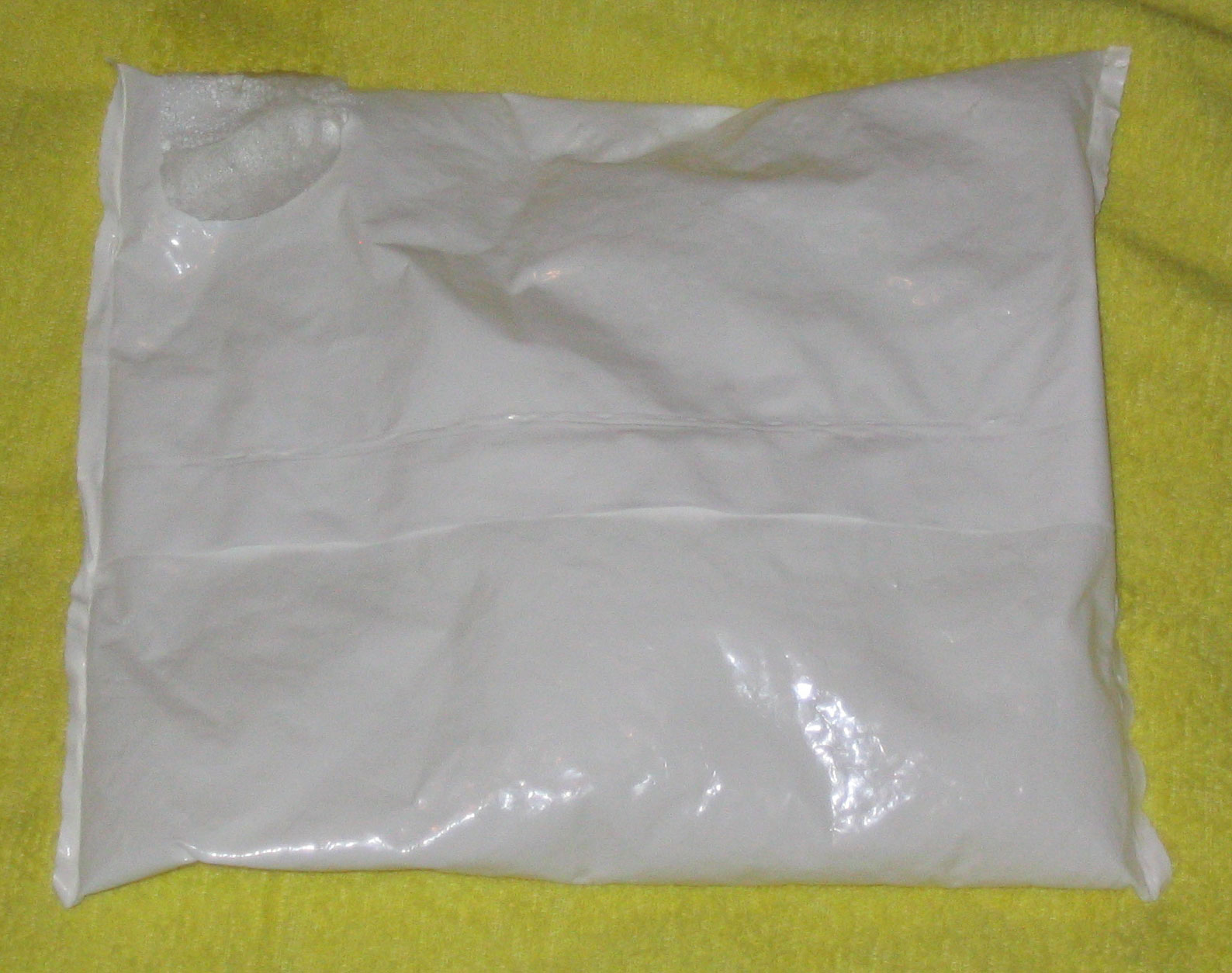
Una bolsa de hielo con gel.

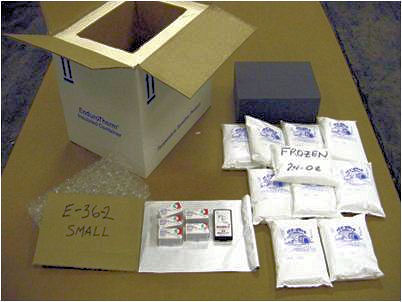
Envío de vacuna en caja isotérmica con paquetes de gel

Las bolsas de hielo se usan en refrigeradores para mantener alimentos perecederos (especialmente carnes, productos lácteos, huevos, etc.) por debajo de la zona de peligro de 5 a 75 °C cuando están fuera de un refrigerador o congelador, y para mantener las bebidas frías. La cantidad de hielo necesaria varía según la cantidad de alimento, su temperatura inicial, el aislamiento térmico del contenedor, la temperatura ambiente y el grado de exposición a la luz solar directa. El hielo inicialmente muy por debajo de la temperatura de congelación durará un poco más.
El agua tiene un calor latente de fusión mucho más alto que la mayoría de las sustancias y una temperatura de fusión que es conveniente y se alcanza fácilmente, por ejemplo, con un congelador doméstico. A menudo se utilizan aditivos para mejorar las propiedades del agua. Por ejemplo, se pueden agregar sustancias para evitar el crecimiento bacteriano en el paquete o para evitar que el agua se solidifique para que siga siendo un gel espeso durante el uso.
Los paquetes de gel a menudo están hechos con materiales no tóxicos que aseguran seguirán siendo un gel fluido y, por lo tanto, no se derramarán fácilmente ni causarán contaminación si el recipiente se rompe. Los paquetes de gel se pueden preparar agregando hidroxietilcelulosa (Cellusize), poliacrilato de sodio o gel de sílice recubierto de vinilo.

## Bolsas de hielo instantáneas
Una compresa fría instantánea es un dispositivo que consta de dos bolsas; uno que contiene agua, dentro de una bolsa que contiene nitrato de amonio, nitrato de amonio cálcico o urea. Cuando la bolsa interior de agua se rompe apretando el paquete, disuelve el sólido en una reacción endotérmica. Esta reacción absorbe el calor del agua, bajando rápidamente la temperatura del paquete.
Las compresas frías instantáneas son un reemplazo directo conveniente para el hielo triturado que se usa como primeros auxilios en lesiones deportivas y se pueden llevar como primeros auxilios a áreas remotas o silvestres donde el hielo no está disponible.

## Envases fríos o calientes
A diferencia de las compresas frías instantáneas, que se almacenan a temperatura ambiente y se enfrían rápidamente cuando es necesario para un solo uso, las compresas frías calientes reutilizables son simplemente un material que mantiene bien su temperatura, por lo que se almacenan en un congelador o se calientan en agua o en un recipiente. horno de microondas para alcanzar la temperatura deseada. La primera compresa caliente y fría se introdujo en 1948 con el nombre Envase Caliente o Frío y se podía enfriar en un refrigerador o calentar en agua caliente. La primera compresa fría reutilizable que se podía calentar en agua hirviendo o en un horno de microondas se patentó por primera vez en 1973.

## Preocupaciones de seguridad
Los paquetes de gel se han elaborado con dietilenglicol y etilenglicol. Ambos pueden causar enfermedades si se ingieren en grandes cantidades, lo que los hace inadecuados para su uso con alimentos. La Comisión de Seguridad de Productos del Consumidor de Estados Unidos retiró esos paquetes.